# 姜自駒
姜自駒（1846～？），字轶群，号志存。廣東省陽江直隸廳（今屬陽江市）人，清朝政治人物、進士出身。
光緒元年（1875年）舉人，光緒六年（1880年）庚辰科二甲第73名進士。同年五月，改翰林院庶吉士。光緒九年（1883年）四月，散館，著以部属用。任刑部四川司主事，升员外郎。不久乞终养回乡，历任阳江濂溪、南恩、七贤等书院主讲。
光绪三十二年（1906年），阳江创办小学堂，姜自駒主理校政。平日诗画自娱，好黄老之术。